# كاميل غليك
كاميل ياسيك غليك (بالبولندية: Kamil Jacek Glik) (مواليد 3 فبراير 1988) هو لاعب كرة قدم بولندي ، يجيد اللعب في مركز قلب الدفاع ، يلعب حاليًا لنادي موناكو الفرنسي.

## روابط خارجية
- كاميل غليك على موقع الاتحاد الدولي (مؤرشف)  (الإنجليزية)
- كاميل غليك على موقع الاتحاد الأوربي (الإنجليزية)
- كاميل غليك على موقع قاعدة بيانات كرة القدم.إي يو (الإنجليزية)
- كاميل غليك على موقع ليكيب (الفرنسية)
- كاميل غليك على موقع ناشيونال فوتبول تيمز (الإنجليزية)
- كاميل غليك على موقع Soccerway.com (الإنجليزية)
- كاميل غليك على موقع عالم كرة القدم.نت (الإنجليزية)
- كاميل غليك على موقع AS.com (الإسبانية)

- Kamil Glik